# Recchia acutipennis
Recchia acutipennis är en skalbaggsart som först beskrevs av Charles Joseph Gahan 1889.  Recchia acutipennis ingår i släktet Recchia och familjen långhorningar.
Artens utbredningsområde är Paraguay. Inga underarter finns listade i Catalogue of Life.